# Phractura stiassny
Phractura stiassny är en fiskart som beskrevs av Skelton 2007. Phractura stiassny ingår i släktet Phractura och familjen Amphiliidae. IUCN kategoriserar arten globalt som otillräckligt studerad. Inga underarter finns listade i Catalogue of Life.